# برادرزاده رامو
برادرزاده رامو نام یک کتاب در ژانر داستان فلسفی است که توسط دیده‌رو، نویسندهٔ اهل فرانسه نوشته شده‌است.